# Église Saint-Germain de Saint-Germain-en-Laye
Pour les articles homonymes, voir Église Saint-Germain.
L'église Saint-Germain est, avec l'église Saint-Léger, une des deux églises paroissiales de Saint-Germain-en-Laye, dans le département des Yvelines (France). Elle était appelée au début du XVIIIe siècle Saint-Germain-de-Paris.
Située face au château, cette église construite en 1824, dans un style néo-classique inspiré des basiliques paléochrétiennes, fut restaurée par Joseph Nicolle de 1848 à 1854. Sa façade présente un fronton triangulaire supporté par six colonnes doriques, dont quatre alignées en façade et deux en retour. Elle a été classée monument historique par décision en date du 23 juillet 1937.

## Histoire

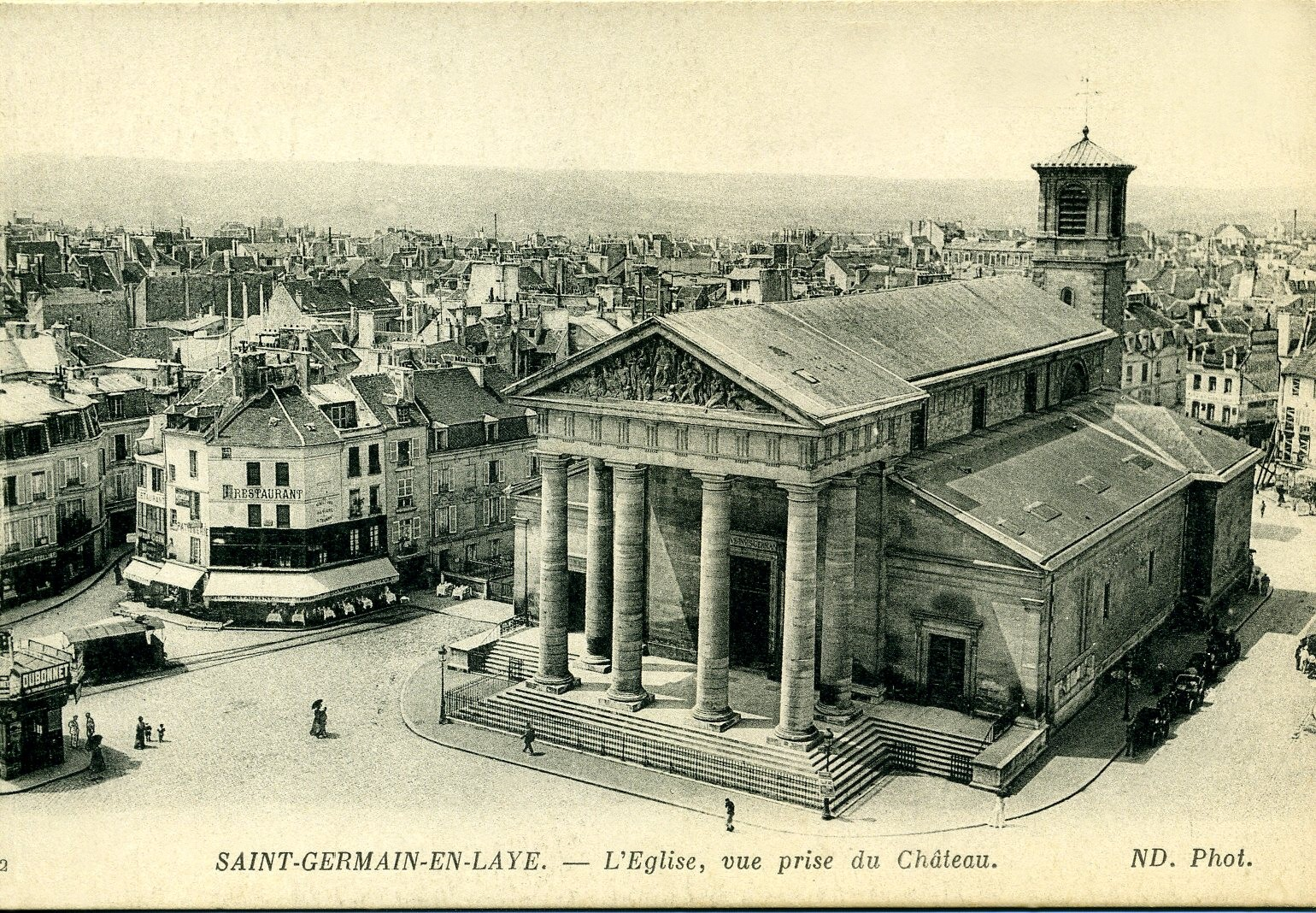
L'église Saint-Germain vers 1900, photographie de Neurdein.

L'église actuelle est la quatrième construite sur l'emplacement d'une ancienne église construite en 1683 par Jules Hardouin-Mansart et devenue trop petite, qui elle-même remplaçait une première église du XIVe siècle.
La décision de la reconstruire a été prise en 1765, sous le règne de Louis XV, abandonnée, et le dernier projet réalisée seulement en 1827 sous Louis XVIII. Le projet initial fut donné en 1764 par l'architecte Nicolas Marie Potain, et la première pierre posée le 20 novembre 1766 par le duc de Noailles. Néanmoins, ce projet n'est pas jugé prioritaire par le contrôleur général des finances, Saint-Germain-en-Laye étant alors largement délaissé par la cour et le culte paroissial ayant été transféré dans de bonnes conditions par le curé dans la chapelle de la Charité, avec l'aide de l'architecte Peyre le Jeune. Les travaux furent rapidement arrêtés mais repris sur l'ordre de Louis XVI à la demande de l'assemblée municipale. L'architecte Pierre Rousseau, gendre de Potain, reprit le chantier. En 1789, l'église n'était qu'à moitié construite.
La Révolution française provoqua l'abandon du chantier en 1791. En 1816, la municipalité décide de faire poursuivre les travaux par l'architecte Henri Trou, dont le projet est approuvé par le Conseil des bâtiments civils, mais le gouvernement refusant de subventionner, il démissionne en 1823.
La municipalité porte alors son choix sur un nouveau projet de construction de la quatrième église par l'architecte Jean Aimé Moutier (1791-1879), élève de Charles Percier, et le vérificateur Alexandre Jacques Malpièce (1789-1864). Il prit le même parti architectural qu'un autre élève de Percier, Hippolyte Lebas, pour l'église Notre-Dame-de-Lorette de Paris. Ces derniers achevèrent l'édifice en 1827. La nouvelle église fut bénite le 2 décembre 1827 par Jean-François-Étienne Borderies, évêque de Versailles.
Des vices de construction étant rapidement apparus, une restauration de l'édifice s'imposa qui fut confiée à l'architecte Joseph Nicolle. Les travaux furent achevés en 1881.
De style néo-classique, et contemporaine des églises Saint-Symphorien (Versailles) et Saint-Philippe-du-Roule (Paris), cette église est la plus représentative du « retour à la nature » selon les courants philosophiques de l'époque illustrés notamment par Jean-Jacques Rousseau. Cela s'explique notamment, du point de vue architectural, par l'absence quasi-totale des lignes courbes, excepté les arcades à la croisée des transepts et l'arrondi dans l'abside, cul-de-four inclus. De plus, contrairement à ses deux contemporaines, elle ne possède pas de voûte, mais un plafond.

## Mobilier remarquable

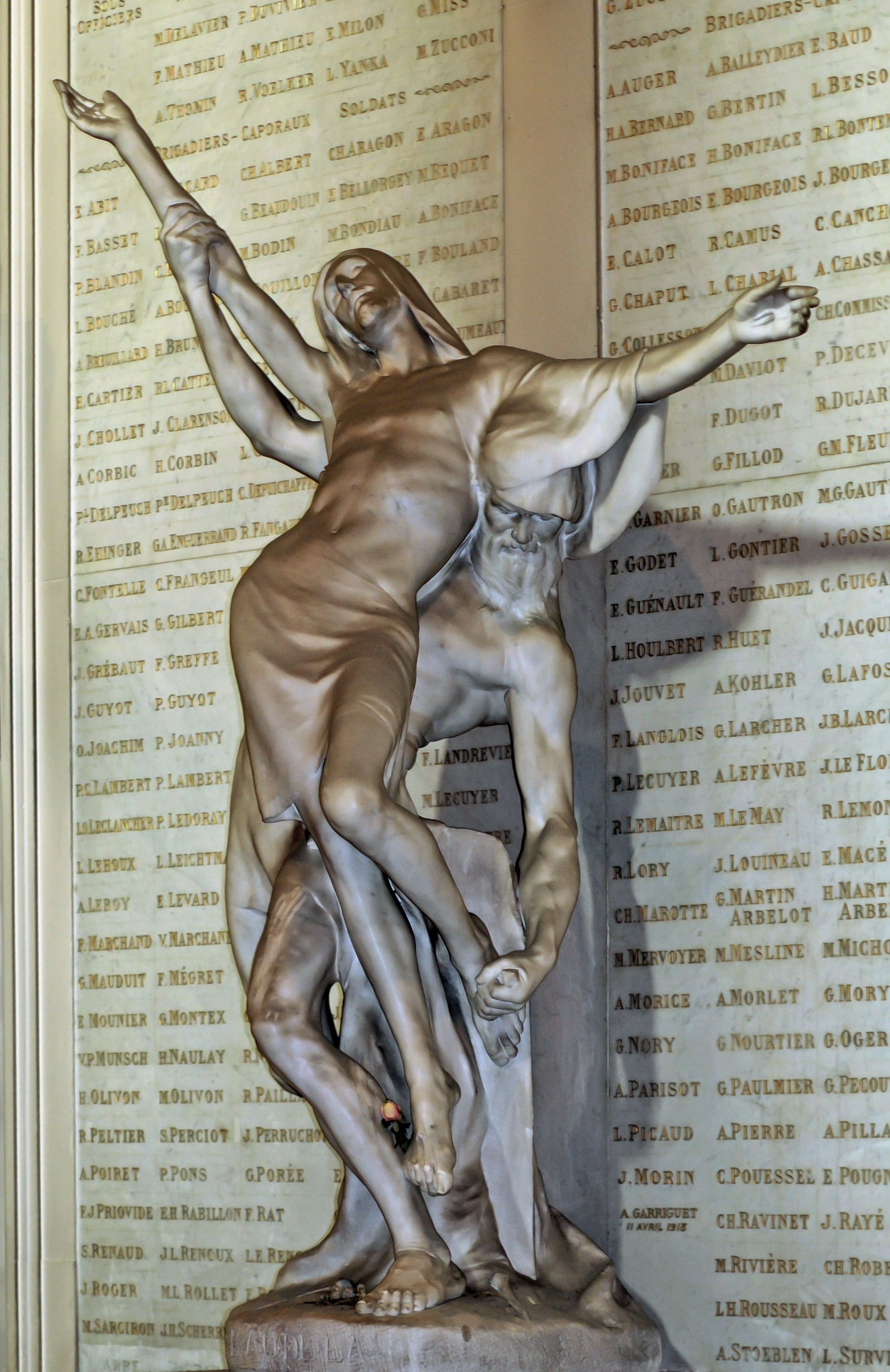
Honoré Icard, L'Au-delà (1913).

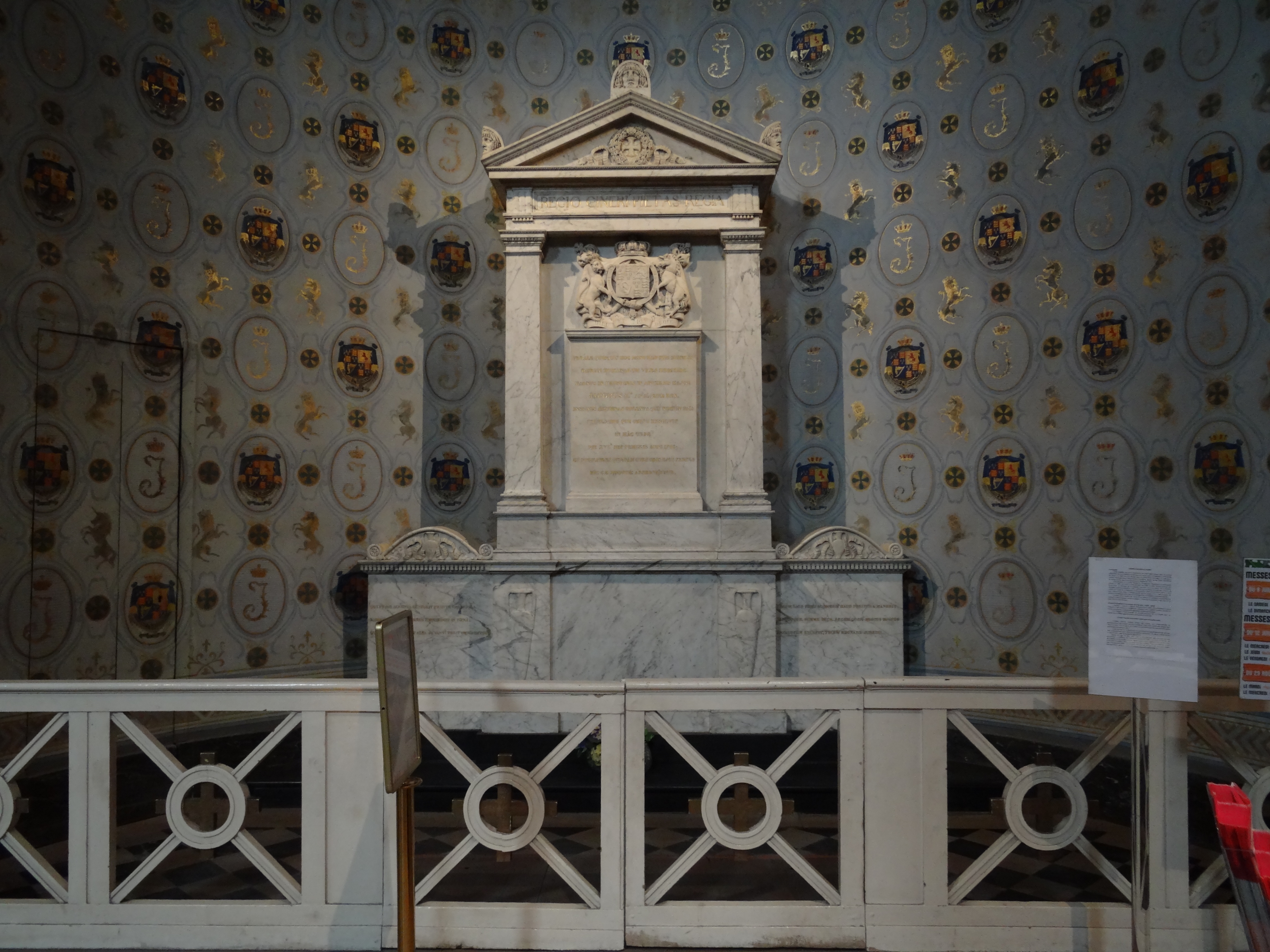
Mausolée du roi Jacques II d'Angleterre.

- Descente de croix de Benedetto Antelami, identique à celle conservée dans la cathédrale de Parme. Elle fut offerte à l'église par une famille de la ville en 1994. Son origine est discutée : il s'agirait d'une seconde version réalisée par l'artiste ou d'une copie plus tardive ;
- Notre-Dame du Bon retour, XIVe siècle, Vierge à l'Enfant découverte au XIXe lors des travaux de construction de l'église et pour laquelle a été accordée une indulgence plénière par le pape Pie IX.
- Christ en croix, XVIIe siècle, de style baroque, origine inconnue ;
- Chaire baroque donnée par Louis XIV, provenant de la troisième chapelle du château de Versailles, abandonnée en 1710 pour faire place à l'actuelle chapelle de Jules Hardouin-Mansart et Robert de Cotte (chaire classée monument historique) ;
- Charles-Joseph Natoire, Le Baptême du Christ (1750), peint à l'origine pour la chapelle du château de Machaud d'Arnouville, ministre de Louis XV. Très proche d'une première version réalisée en 1747 (musée des beaux-arts d'Arras). Ce tableau est la dernière œuvre peinte en France par Natoire, alors à l'apogée de son renom, avant son départ définitif pour Rome (classé monument historique) ;
- Honoré Icard, L'Au-delà, 1913, groupe en marbre ;
- Le mausolée du roi d'Angleterre, Jacques II (Stuart), exilé en France et accueilli par son cousin Louis XIV. Il résida et mourut au château de Saint-Germain, où avait vécu Louis XIV quelques décennies auparavant.
- Les murs de la nef et l'abside sont ornées de fresques d'Amaury-Duval, élève d'Ingres, sur le thème de Nouveau Testament. Elles furent achevées en 1857.

## Le grand orgue
Le grand orgue fut commandé par Louis XIV à Alexandre Thierry en 1698. Aristide Cavaillé-Coll reconstruit l'orgue en gardant la partie ancienne pouvant être sauvée. En 1903, Charles Mutin refait l'instrument (quarante quatre jeux), la plus grande partie de la tuyauterie du XVIIIe siècle disparue. En 1967, l'entreprise Haerpfer-Erman effectue une restauration et réinstalle le positif de dos vidé par Mutin. Il est classé monument historique : buffet en 1930 et partie instrumentale en 1975. Marie-Claire Alain en est l'organiste titulaire de 1971 à 2010. Depuis novembre de cette même année le titulaire est Hubert Haye, à qui l'on doit la construction du grand orgue de Notre-Dame de Chatou.

L'orgue de chœur a été construit par Aristide Cavaillé-Coll en 1889.
Composition (orgue de tribune)
| Positif de dos 56 notes |
| Bourdon 8'              |
| Prestant 4'             |
| Flûte à cheminée 4'     |
| Nasard 2 2/3'           |
| Quarte de nasard 2'     |
| Tierce 1 3/5'           |
| Larigot 1 1/3'          |
| Fourniture-Cymbale IV   |
| Trompette 8'            |
| Cromorne 8'             |

| Grand-Orgue 56 notes |
| Bourdon 16'          |
| Montre 8'            |
| Salicional 8'        |
| Flûte harmonique 8'  |
| Bourdon 8'           |
| Prestant 4'          |
| Flûte octaviante 4'  |
| Doublette 2'         |
| Fourniture IV        |
| Cymbale IV           |
| Bombarde 16'         |
| Trompette 8'         |
| Clairon 4'           |

| Récit expressif 56 notes |
| Quintaton 16'            |
| Petit principal 8'       |
| Gambe 8'                 |
| Voix céleste 8'          |
| Cor de nuit 8'           |
| Prestant 4'              |
| Salicet 4'               |
| Doublette 2'             |
| Fourniture IV            |
| Cornet V                 |
| Basson 16'               |
| Trompette 8'             |
| Hautbois 8'              |

| Pédale 30 notes |
| Flûte 16'       |
| Soubasse 16'    |
| Flûte 8'        |
| Bourdon 8'      |
| Flûte 4'        |
| Bombarde 16'    |
| Trompette 8'    |
| Clairon 4'      |

## Personnalités liées à l'église
- Claude Debussy (1862-1918), musicien français né à Saint-Germain-en-Laye le 22 août 1862, a été baptisé à l'église Saint-Germain le 31 juillet 1864[7].
- Albert Alain (1880-1971), musicien français né à Saint-Germain-en-Laye le 1er mars 1880, organiste de l'église de 1924 à 1971[source insuffisante].
- Jacques Fesch (1930-1957), mystique chrétien français en voie de béatification, né à Saint-Germain-en-Laye le 6 avril 1930, a été baptisé en l'église Saint-Germain le 6 juillet 1930. Ses obsèques eurent lieu dans cette même église le 11 avril 1958[8]. Le 1er octobre 2007 eut lieu dans l'église une messe en mémoire du cinquantenaire de son décès survenu le 1er octobre 1957[9].
- Maurice Denis (1870-1943), peintre français dont les obsèques furent célébrées en l'église Saint-Germain le 19 novembre 1943.